# Cesare Burali-Forti
Cesare Burali-Forti (Arezzo, Toscana, 13 de agosto de 1861 – Turín, 21 de enero de 1931) fue un matemático italiano.

## Estudios universitarios
Tras haber cursado sus estudios secundarios en el colegio militar de Florencia, ingresó en la Universidad de Pisa en la que se licencia en matemáticas en 1884, con una tesis de geometría sobre las características de los sistemas de cónicas.

## Investigaciones y docencia
Inmediatamente después de licenciarse ejerce en la enseñanza media en la Escuela Técnica de Augusta, en Sicilia, hasta 1887, año en el que consigue mediante oposición la plaza de profesor extraordinario en la Accademia Militare di Artiglieria e Genio de Turín. Después trabaja en el Instituto Técnico Sommelier de Turín. Se casa el 29 de octubre de aquel mismo año con Gemma Viviani. Giuseppe Peano (1858-1932) entrará también en 1887 en la Accademia Militare, y conseguirá el año siguiente la cátedra de cálculo infinitesimal en la Universidad de Turín.
Burali-Forti da, por invitación de Peano, algunas clases no oficiales de lógica matemática durante el curso 1893-94 que, recogidas en el pequeño volumen Logica matematica (Burali-Forti, 1894), serán objeto de una reedición ampliada, reelaborada y enriquecida con resultados originales (Burali-Forti, 1919). De 1894 a 1896 es asistente de Peano.
Colabora con Peano en el proyecto del Formulario Mathematico, que contará con diversas ediciones entre 1895 y 1908. Según el Annuario della Scuola d'Applicazione d'Arma, pasará a ser titular de la Accademia Militare a partir de octubre de 1902.
Un intento juvenil infructuoso de obtener la libera docenza que implicará, dado que no querrá intentarlo nunca más, su exclusión de la carrera universitaria. Kennedy (1970: 593, 2002: 38) no identifica las causas en su insistencia en los métodos vectoriales y añade que a pesar de que Peano estaba en la comisión examinadora, no pudo convencer a la mayoría de miembros de la comisión. Marcolongo (1931: 185) afirma que Burali-Forti no se quejaba y que no le temblaba el pulso a la hora de decir una palabra incómoda. Como único comentario relacionado con este episodio, hemos encontrado una carta de Burali-Forti a Tullio Levi-Civita en la que le dice: "si al principio de mi carrera me hubiera encontrado con personas honestas y francas como usted, no estaría en el estado en que me encuentro". Hemos considerado interesante aclarar este punto por su posible relación con el proceso de aceptación del cálculo vectorial en Italia. Desgraciadamente, en el Archivo Histórico de la Universidad de Turín, no se conservan los registros de los cargos de libera docenza de la Facultad de Ciencias. De esta época es la publicación en los Rendiconti (actas) del Circolo Matematico di Palermo del trabajo sobre la teoría de los números transfinitos de Cantor (Burali-Forti, 1897), artículo en el cual presenta la paradoja que lleva su nombre y por la cual es conocido.

### Colaboraciones y relación con Marcolongo
Colaboró asiduamente y estrechamente con Roberto Marcolongo (1862 - 1943) y con Tommaso Boggio (1877 - 1963) en el desarrollo del cálculo vectorial y homográfico. Solo por causa de la Teoría de la Relatividad se ve comprometida la paz y solidez del binomio vectorial que era como los amigos se referían simpáticamente a la colaboración Burali-Forti-Marcolongo. Así, cuando Marcolongo publica el primer libro de relatividad especial y general en Italia (Marcolongo, 1921), Burali-Forti no acepta esa teoría. Como dijo Marcolongo (Marcolongo, 1931: 185): "no va a ser posible llegar a un acuerdo sobre la nueva extensión que había que dar a los métodes vectoriales (y aún más profundamente) sobre la esencia de la teoría". 
Desde el punto de vista personal Marcolongo (1931: 185) caracteriza a Burali-Forti como "ingenioso y terriblemente cáustico! Polemista temible, auténtico caballero sin miedo, irreprochable, no se preocupaba de a dónde ni a quién iban dirigidos sus golpes; hasta el punto de que, quien no lo conocía, se hacía una idea estraña y equivocada de su carácter. En cambio, no he conseguido encontrar todavía un espíritu tan bueno y de trato tan exquisitamente señorial, de pocas palabras, pero de conversación fina, brillante y culta". Le apasionaba la música: Beethoven, Schubert y Granados, pero, ¡no podía soportar a Wagner!

## Condecoraciones y últimos años
Enseñó durante toda su vida en la Accademia Militare de Torino. El Ministerio de la Guerra le concedió en 1926 la medalla de la Orden de los Santos Mauricio y Lázaro, segunda en importancia después de la de la Suprema Orden de la Santísima Anunciación (que sólo es concedida a los saboyanos o aquellos relacionados con éstos).
Burali-Forti murió de carcinoma de estómago en el Hospital Mauricià de Turín el 21 de enero de 1931, tras haber sido ingresado en noviembre del año anterior.